# Fleming-Tamao-Oxidation
Die Fleming-Tamao-Oxidation, oder auch bekannt als Tamao-Oxidation, Tamao-Kumada-Oxidation oder Tamao-Fleming-Oxidation ist eine Namensreaktion der organischen Chemie. Sie wurde 1983 von dem japanischen Chemiker Kohei Tamao (* 1942) und dem britischen Chemiker Ian Fleming (* 1935) entdeckt. Die Reaktion erlaubt die Synthese von primären Alkoholen oder sekundären Alkoholen.

## Übersichtsreaktion
Die Oxidationsreaktion führt zu einer Umwandlung von einer organischen Siliciumverbindung zu einem Alkohol. Hierfür wird Wasserstoffperoxid und Kaliumfluorid benötigt.
R ist ein organischer Rest z. B. ein Alkylrest.

## Reaktionsmechanismus
Der nachfolgende Reaktionsmechanismus stammt aus dem Buch „Comprehensive Organic Name Reactions and Reagents“ und ist nur ein möglicher Reaktionsmechanismus:
Die metallorganische Verbindung 1 reagiert mit dem Fluorid unter Abspaltung eines Isopropanolats zu 2. Das Organometall 2 verbindet sich mit einem Dioxidanid, unter Abspaltung eines weiteren Isopropanolats, zu 3. Das abgespaltene Isopropanolat greift das Silicium von 3 an. Unter Verschiebung einer Hydroxygruppe, wird der organischen Rest RCH2 abgespalten, so entsteht der Alkohol 4.
Das Dioxidanid, welches im zweiten Schritt benötigt wird, lässt sich herstellen durch die Reaktion von Isopropanolat mit Wasserstoffperoxid: